# Wester
Wester är ett svenskt, brittiskt/amerikanskt och tyskt efternamn som i Sverige var ett vanligt soldatnamn. 2017 bars efternamnet Wester av 2 529 personer i Sverige. Stavningsvarianterna Vester och Väster bars av 395 respektive 23 personer.

## Personer med efternamnet Wester
- Ami Camilla Wester, skådespelare
- Anders Wester, tidningsman och artist
- Arvid Wester, flera personer
  - Arvid Wester (1856–1914), militär
  - Arvid Wester (1861–1910), militär
- Axel Wester, målare
- Carl Wester, flera personer
  - Carl Wester (1847–1917), militär
  - Carl Wester (1862–1933), politiker
- C.J. Wester, målare
- Carin Wester, modeskapare
- Ellen Wester, översättare och författare
- Eva Wester, textilkonstnär
- Fredrik Wester, godsägare och politiker
- Jacob Wester, freestyleskidåkare
- Johan Wester, komiker och filmproducent
- Karl Wester, sjömilitär
- Lina Wester, ishockeyspelare
- Knutte Wester, konstnär och filmare
- Magnus Wester, journalist och tecknare
- Malin Wester-Hallberg, läkare
- Mats Wester, musiker och riksspelman
- Nils Wester, fotbollsspelare
- Oscar Wester, freestyleskidåkare
- Peder Andersson Wester, brukspatron
- Peter Wester, filmfotograf, regissör och manusförfattare
- Peter J. Wester, botaniker
- Petronella Wester, skådespelare och sångare
- Philip Wester, häradshövding
- Reinhold Wester, präst
- Ulla Wester, politiker
- Wilhelm Wester, jurist och politiker